# Mandrugno
La Mandrugno è una cascina agricola posta nel territorio del comune lombardo di Zibido San Giacomo, posta ad ovest del centro abitato, verso Noviglio. Insieme alla vicina cascina Femegro fu un comune autonomo fino al 1841.

## Storia
Mandrugno era una località abitata del milanese di antica origine, e confinava con Viano a nord, Zibido San Giacomo ad est, Vigonzino e Conigo a sud, e Noviglio ad ovest. Al censimento del 1751 le due cascine fecero registrare solo 80 residenti. 
In età napoleonica, nel 1805, la popolazione era salita a 140 unità, e nel 1809 il territorio comunale fu espanso mediante l'annessione di Viano e Vigonzino, ma nel 1811 il municipio fu a sua volta annesso a Binasco; tutti i centri recuperarono comunque l'autonomia nel 1816, in seguito all'istituzione del Regno Lombardo-Veneto, seppur venendo spostati in Provincia di Pavia.
Furono in seguito gli stessi governanti austriaci a riconoscere la necessità di una razionalizzazione della rete amministrativa della zona, e quindi il municipio fu definitivamente soppresso dagli austriaci il 23 gennaio 1841, venendo annesso a Zibido San Giacomo.